# Boomerang (film)
Boomerang  is een Amerikaanse romantische komedie uit 1992 van regisseur Reginald Hudlin.

## Verhaal
Marcus Graham is een snelle, succesvolle jongen in de reclamewereld die vrouwen net zo snel versiert als aan de kant zet. Op de een of andere manier vindt hij binnen een mum van tijd altijd wel iets bij een bedpartner dat hem afstoot. Zijn vrienden Tyler en met name de wat ernstigere Gerard Jackson worden gek van zijn fratsen en vinden dat hij weleens een vrouw een echte kans mag geven. Wanneer hij Jacqueline Broyer leert kennen, denkt Graham dat hij de volmaakte vrouw heeft gevonden. Jackson gaat uit met haar vriendin Angela Lewis, terwijl Graham erin slaagt Broyer zijn bed in te krijgen. Wanneer hij daarna snel een nieuwe afspraak met haar wil maken, blijkt zij dit keer de escapade niet zo ernstig te nemen.

## Rolverdeling
| Acteur           | Personage         |
| ---------------- | ----------------- |
| Eddie Murphy     | Marcus Graham     |
| Robin Givens     | Jacqueline Broyer |
| Halle Berry      | Angela Lewis      |
| David Alan Grier | Gerard Jackson    |
| Martin Lawrence  | Tyler             |
| Grace Jones      | Helen Strangé     |
| Geoffrey Holder  | Nelson            |
| Eartha Kitt      | Lady Eloise       |
| Chris Rock       | Bony T            |
| Tisha Campbell   | Yvonne            |
| Lela Rochon      | Christie          |
| John Witherspoon | Mr. Jackson       |
| Bebe Drake       | Mrs. Jackson      |